# Pedro de la Rosa
Pedro Martínez de la Rosa (Barcelona, 24 februari 1971) is een Spaanse autocoureur.
Pedro de la Rosa kwam met hulp van zijn Spaanse sponsor Repsol in de Formule 1. Hij was in 1998 testrijder van het Jordan team.
In 1999 en 2000 reed De la Rosa Formule 1 voor het team van Arrows, opnieuw met steun van Repsol. In zijn debuutrace op circuit van Albert Park in Australië scoorde hij meteen een WK-punt. Het zou direct zijn laatste van het seizoen 1999 zijn. In het seizoen 2000 werd hij teamgenoot van Jos Verstappen en scoorde hij twee keer punten, in Hockenheim en op de Nürburgring. Aan het eind van het seizoen werd De la Rosa ontslagen.
In 2001 werd hij coureur bij Jaguar na een affaire tussen hem en het Prost team. Hij scoorde dat seizoen 3 punten in de Jaguar. Het seizoen 2002 werd een slecht seizoen voor De la Rosa. Hij scoorde geen punten in de langzame Jaguar.
In 2003 mocht hij enkele testsessies doen voor het McLaren-Mercedes team. Dat ging erg goed en hij kreeg een contract aangeboden. Hij reed ook in 2004 en 2005 testsessies voor het McLaren team. In 2005 mocht hij ook invallen tijdens een race voor de geblesseerde Juan Pablo Montoya. De la Rosa werd de held van de race met mooie inhaalacties en een vijfde plaats. Bovendien kwam hij in actie tijdens de vrijdagsessies bij Grand Prix weekenden.

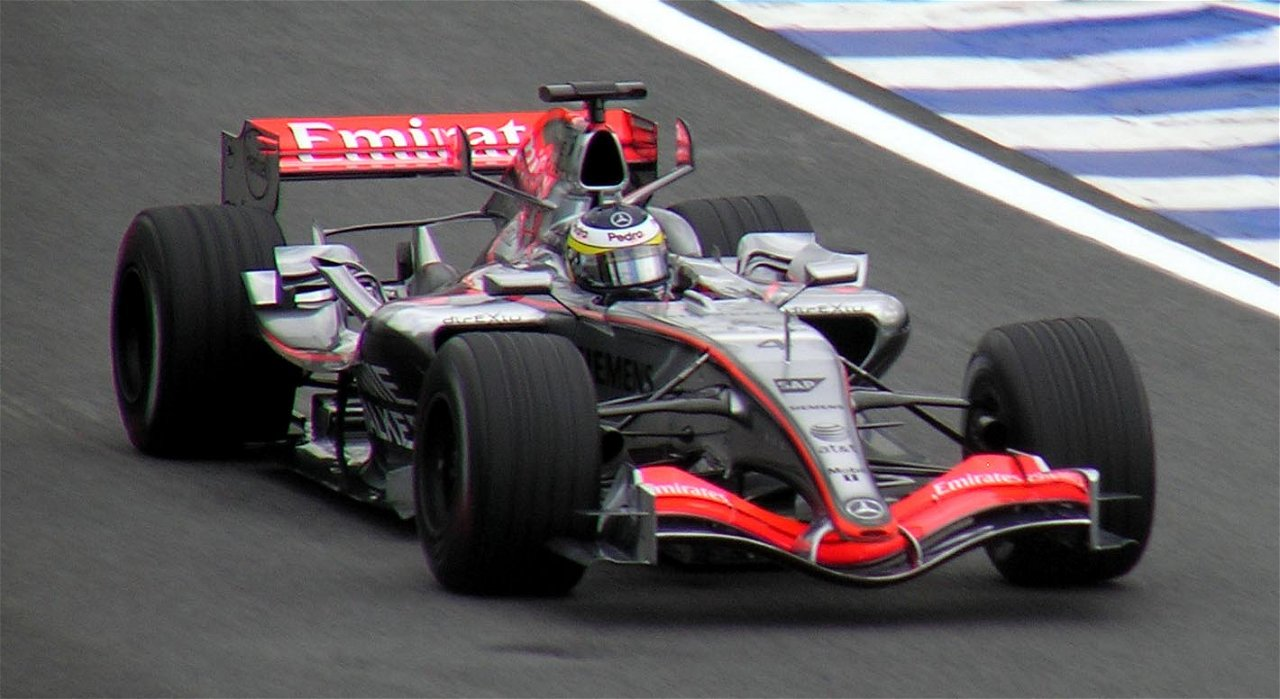
Pedro de la Rosa in Brazilië, 2006

Ook in 2006 was De la Rosa testcoureur voor het McLaren team. Met ingang van de elfde race (GP van Frankrijk, 16 juli 2006) nam hij de plaats van Juan Pablo Montoya in. Tijdens de GP van Hongarije kwam De la Rosa met zijn 2e plaats, voor het eerst op het podium.
In 2010 stond De la Rosa onder contract bij het teruggekeerde Sauber team. Hij moest echter later dat jaar weer afstand doen van zijn stoeltje bij Sauber, toen hij werd vervangen door Nick Heidfeld.
De la Rosa werd testcoureur voor de nieuwe bandenleverancier van de Formule 1 van seizoen 2011. Pirelli.
In 2011 is De la Rosa opnieuw testcoureur bij McLaren, maar voor de Grand Prix van Canada van dat jaar mocht hij de geblesseerde Sergio Pérez vervangen bij Sauber.
Op 21 november wordt bekendgemaakt dat Pedro heeft getekend als rijder bij HRT voor de seizoenen 2012 en 2013. Aan het eind van 2012 gaat HRT echter failliet en De la Rosa verliest zijn zitje in de Formule 1. Op 16 januari 2013 werd bekend dat hij een contract had getekend als ontwikkelingscoureur bij Ferrari.
Bruno Del Pino, de neef van De la Rosa, is eveneens autocoureur.

## Formule 1-carrière
| Jaar/Jaren    | Team                 |
| ------------- | -------------------- |
| 1999 t/m 2000 | Arrows               |
| 2001 t/m 2002 | Jaguar               |
| 2005 t/m 2006 | McLaren              |
| 2010 t/m 2011 | Sauber               |
| 2012          | HRT                  |
| 2013          | Ferrari (testrijder) |

|                       | 1999 | 2000 | 2001 | 2002 | 2005 | 2006 | 2010 | 2011 | 2012 | Totaal |
| --------------------- | ---- | ---- | ---- | ---- | ---- | ---- | ---- | ---- | ---- | ------ |
| Aantal races          | 16   | 17   | 13   | 17   | 1    | 8    | 14   | 1    | 20   | 107    |
| Aantal zeges          | 0    | 0    | 0    | 0    | 0    | 0    | 0    | 0    | 0    | 0      |
| Aantal polepositions  | 0    | 0    | 0    | 0    | 0    | 0    | 0    | 0    | 0    | 0      |
| Aantal snelste ronden | 0    | 0    | 0    | 0    | 1    | 0    | 0    | 0    | 0    | 1      |
| Aantal podiumplaatsen | 0    | 0    | 0    | 0    | 0    | 1    | 0    | 0    | 0    | 1      |
| Aantal WK-punten      | 1    | 2    | 3    | 0    | 4    | 19   | 6    | 0    | 0    | 35     |
| Eindstand WK          | 18   | 16   | 16   | 21   | 20   | 11   | 17   | 20   | 25   |        |

### Totale Formule 1-resultaten
- Races cursief betekent snelste ronde

| Seizoen | Inschrijving          | Chassis              | Motor                      | 1       | 2      | 3      | 4      | 5      | 6      | 7      | 8      | 9      | 10     | 11     | 12     | 13     | 14     | 15     | 16     | 17     | 18     | 19     | 20     | Pos | Punten |
| ------- | --------------------- | -------------------- | -------------------------- | ------- | ------ | ------ | ------ | ------ | ------ | ------ | ------ | ------ | ------ | ------ | ------ | ------ | ------ | ------ | ------ | ------ | ------ | ------ | ------ | --- | ------ |
| 1999    | Repsol Arrows         | Arrows A20           | Arrows T2-F1 3.0 V10       | AUS 6   | BRA NF | SMR NF | MON NF | ESP 11 | CAN NF | FRA 11 | GBR NF | AUT NF | GER NF | HUN 15 | BEL NF | ITA NF | EUR NF | MAL NF | JPN 13 |        |        |        |        | 18  | 1      |
| 2000    | Arrows F1 Team        | Arrows A21           | Supertec FB02 3.0 V10      | AUS NF  | BRA 8  | SMR NF | GBR NF | ESP NF | EUR 6  | MON NF | CAN NF | FRA NF | AUT NF | GER 6  | HUN 16 | BEL 16 | ITA NF | USA NF | JPN 12 | MAL NF |        |        |        | 16  | 2      |
| 2001    | Jaguar Racing         | Jaguar R2            | Cosworth CR-3 3.0 V10      | AUS     | MAL    | BRA    | SMR    | ESP NF | AUT NF | MON NF | CAN 6  | EUR 8  | FRA 14 | GBR 12 | GER NF | HUN 11 | BEL NF | ITA 5  | USA 12 | JPN NF |        |        |        | 16  | 3      |
| 2002    | Jaguar Racing         | Jaguar Racing R3/R3B | Cosworth CR-3/CR-4 3.0 V10 | AUS 8   | MAL 10 | BRA 8  | SMR NF | ESP NF | AUT NF | MON 10 | CAN NF | EUR 10 | GBR 11 | FRA 9  | GER NF | HUN 13 | BEL NF | ITA NF | USA NF | JPN NF |        |        |        | 21  | 0      |
| 2005    | West McLaren Mercedes | McLaren MP4-20       | Mercedes FO 110R 3.0 V10   | AUS TC  | MAL TC | BHR 5  | SMR TC | ESP TC | MON    | EUR    | CAN TC | USA TC | FRA TC | GBR TC | GER    | HUN    | TUR TC | ITA TC | BEL    | BRA    | JPN TC | CHN TC |        | 20  | 4      |
| 2006    | Team McLaren Mercedes | McLaren MP4-21       | Mercedes FO 108S 2.4 V8    | BHR     | MAL    | AUS    | SMR    | EUR    | ESP    | MON    | GBR    | CAN    | USA    | FRA 7  | GER NF | HUN 2  | TUR 5  | ITA NF | CHN 5  | JPN 11 | BRA 8  |        |        | 11  | 19     |
| 2010    | BMW Sauber F1 Team    | Sauber C29           | Ferrari 056 2.4 V8         | BHR NF  | AUS 12 | MAL NS | CHN NF | ESP NF | MON NF | TUR 11 | CAN NF | EUR 12 | GBR NF | GER 14 | HUN 7  | BEL 11 | ITA 14 | SIN    | JPN    | KOR    | BRA    | ABU    |        | 17  | 6      |
| 2011    | Sauber F1 Team        | Sauber C30           | Ferrari 056 2.4 V8         | AUS     | MAL    | CHN    | TUR    | ESP    | MON    | CAN 12 | EUR    | GBR    | GER    | HUN    | BEL    | ITA    | SIN    | JPN    | KOR    | IND    | ABU    | BRA    |        | 20  | 0      |
| 2012    | HRT F1 Team           | HRT F112             | Cosworth CA2012 2.4 V8     | AUS DNQ | MAL 21 | CHN 21 | BHR 20 | ESP 19 | MON NF | CAN NF | EUR 17 | GBR 20 | GER 21 | HUN 22 | BEL 18 | ITA 18 | SIN 17 | JPN 18 | KOR NF | IND NF | ABU 17 | USA 21 | BRA 17 | 25  | 0      |